# マレク・マテヨフスキー

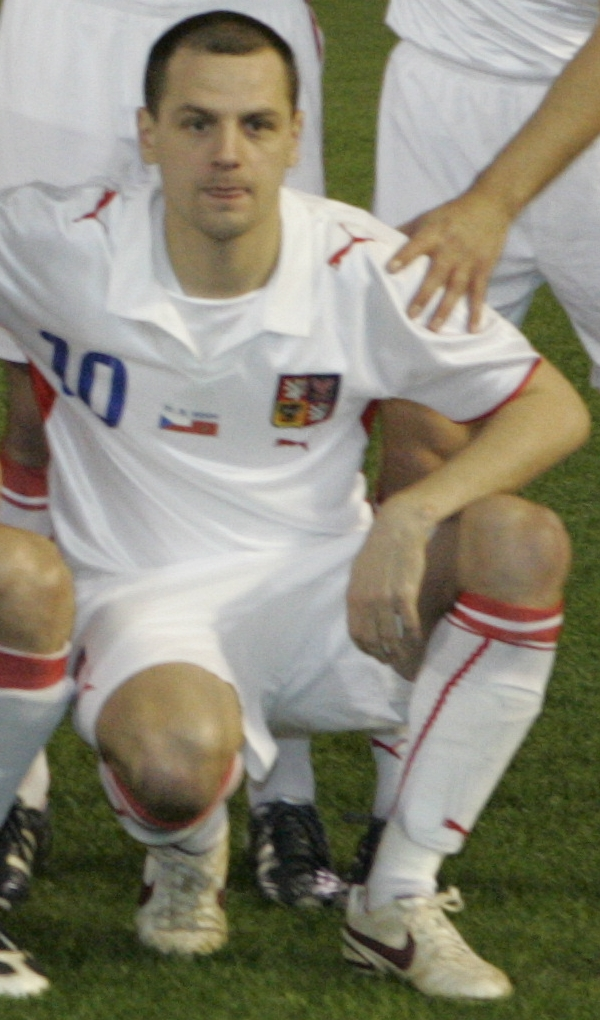
マレク・マテヨフスキー

マレク・マテヨフスキー（Marek Matějovský, 1981年12月20日 - ）は、チェコスロバキア（現チェコ）・中央ボヘミア州ブランディース・ナド・ラベム＝スタラー・ボレスラフ出身の元同国代表サッカー選手。現役時代のポジションはMF（ディフェンシブハーフ、両サイドハーフ）。

## 経歴
2007年からチェコ代表に選ばれるようになり、EURO2008にもエントリーした。しかし、その4年前のEURO2004当時は2部の選手であり、テレビ観戦をしていたという。2009年4月、売春婦とともにレストランで飲食パーティーをしていたとして、トマーシュ・ウイファルシ、ミラン・バロシュ、ラドスラフ・コヴァチ、マルティン・フェニン、ヴァーツラフ・スヴェルコシュとともに代表から追放された。
2016年9月8日、ACスパルタ・プラハからの期限付き移籍でFKムラダー・ボレスラフに復帰することが発表された。その後完全移籍となった。

## 代表歴
- 2007年2月7日 - チェコ代表初出場  - ベルギー代表戦

## タイトル
スパルタ・プラハ
- ガンブリヌス・リガ : 2013-14
- ポハール・チェスケー・ポシュスティ : 2013-14
- チェスキー・スペルボハール（英語版） : 2010, 2014